# Lafiagi
Lafiagi – miasto w Nigerii, w stanie Kwara. Według danych szacunkowych na rok 2009 liczy 31 691 mieszkańców..